# فراترابری

لوگوی تکنولوژی فراترابری

فراترابری (انگلیسی: HyperTransport) یا هایپرترانسپورت با نام اختصاری (HT - اچ‌تی) که پیش‌تر با نام انتقال داده صاعقه با نام اختصاری (LDT - ال‌دی‌تی) شناخته می‌گردید، یک تکنولوژی معرفی شده در جهت اتصال پردازنده‌های کامپیوتری است. این تکنولوژی دوطرفه سریال/موازی با پهنای باند بالا و زمان تأخیر ناچیز نقطه‌به‌نقطه در تاریخ ۲ آوریل سال ۲۰۰۱ میلادی معرفی گردید.
عمده استفاده و عملکرد تکنولوژی فراترابری ترکیب آن در گذرگاه سیستم معماری پردازنده‌های ای‌ام‌دی و چیپ‌ست مادربورد سری ان‌فورس انودیا می‌باشد. این تکنولوژی همچنین توسط آی‌بی‌ام و اپل (در محصول پاور مک جی۵) به کار گرفته شده است.